# Соціальний зв'язок
Соціа́льний зв'язо́к — набір чинників, що обумовлюють спільну діяльність людей в конкретних спільнотах в певний час для досягнення тих або інших цілей. Характеризують взаємовідносини людей поза матеріальним виробництвом. Соціальні зв'язки поділяються на типи:
- демографічні,
- інформаційні,
- культурні,
- політичні,
- адміністративні.